# Cologno al Serio
Cologno al Serio – miejscowość i gmina we Włoszech, w regionie Lombardia, w prowincji Bergamo.
Według danych na styczeń 2009 gminę zamieszkiwało 10 649 osób przy gęstości zaludnienia 608,5 os./1 km².